# Hajarain
Hajarain (també Hadjarain) és un enclavament de Dubai situat a l'extrem sud de la part oriental dels Emirats Àrabs Units. La zona només té tres poblacions, agrupades en una zona d'una 5 km². Al nord es troba la vila d'Hajarain, a un km al sud-oest la vila d'Hayl, i a uns tres km al sud-est la vila de Qimah (que rep el seu nom del Djabal Qimah o del wadi Qimah). Les tres viles gairebé unides són anomenades també Hatta pel Djabal Hatta i aquest és tanmateix el nom d'un poble típic construït artificialment com a representació dels pobles de les muntanyes Hajar o Hadjar, però la zona de la vila típica d'Hatta (oberta el febrer del 2001) és només una petita part del conjunt.
El nom d'Hajarain vol dir "font de la pedra". Edificis emblemàtics són la fortalesa, una torre i la mesquita de Sharia. El Wadi Lishan passa per la vila i a l'oest del rierol es troba l'enclavament de Masfut que pertany a Ajman; al nord-est d'Hajarain el llogaret de Sufayri pertany també a Ajman, i al nord-oest es troben la vila de Masfut i les cases d'Al Wara, que igualment corresponen a Ajman.
L'enclavament està delimitat per accidents naturals: al nord els rius Wadi Laim i Wadi Abu Suh i la muntanya de Djabal Ruwayshid a la frontera entre Huwaylat (de Ras al-Khaimah) al nord, i Oman a l'est. La frontera oriental segueix la línia que marquen l'esmentat Djabal Ruwayshid (322 metres), el Djabal Qimah (609 metres) i Djabal Nibah (522 metres); la zona sud és una línia entre el Djabal Nibah i el Djabal Hatta (1250 metres), aquest darrer amb l'enclavament al nord-est, i el de Masfut al nord-oest, i territori d'Oman al sud. La frontera oriental segueix una línia de sud a nord per les muntanyes a l'oest del Wadi Lishan, i al nord d'Hajarain es desvia a la dreta per incloure Sufayri. L'enclavament és agrícola a la part nord, i al sud de les tres viles, és a dir el centre i sud del territori, és totalment muntanyós, destacant la muntanya d'Abu Samasimah (411 metres).
El territori està creuat per una carretera principal que ve de Dubai i de la costa del golf Pèrsic, passa al costat de Masfut i Hajarain i arriba fins a Shinas a Oman des d'on puja seguint la costa cap a Khor Kalba i Kalba. Degut a la riquesa petrolera de Dubai els serveis estan assegurats per l'estat; l'activitat econòmica és el cultiu de vegetals i fruites i el turisme al lloc d'Hatta.
La zona, de sobirania difosa entre l'imam d'Oman i el xeic de Sharjah, va passar a Dubai a la segona meitat del segle xix; el xeic Maktum ben Hashr al-Maktum hi va construir la fortalesa el 1896, com a residència del governador. El 1914, durant la successió a Sharjah la sobirania es va consolidar i fou reconeguda pels britànics el 1940 essent confirmada en els arbitratges i acords de 1956-1957 i delimitació del 1959.